# Sefton (Merseyside)
Sefton ist eine Gemeinde (Civil Parish) im Südwesten Lancashires (England), ist allerdings kein Teil dieser Grafschaft mehr, sondern liegt heute im Metropolitan Borough of Sefton in Merseyside. Es liegt am östlichen Rand des Boroughs, etwa 15 km nördlich des Zentrums von Liverpool. Der Ort hat 855 Einwohner (2011).
Während des Zweiten Weltkriegs waren in Sefton Alien Enemies interniert.